# Micheal Ray Richardson
Micheal "Sugar" Ray Richardson (Lubbock, Texas; 11 de abril de 1955) es un exjugador y entrenador de baloncesto estadounidense que disputó 8 temporadas de la NBA. Con 1,96 metros de altura, jugaba en la posición de base. Fue cuatro veces All Star, sin embargo su consumo de drogas terminó por alejarlo de la NBA.

## Trayectoria deportiva

### Universidad
Tras su paso por el high school, donde a pesar de sus cualidades atléticas apenas demostró nada, promediando tan solo 9 puntos por partido y no siendo titular hasta el último año, su entrenador en aquel entonces, Floyd Theard, pensó que no tenía ninguna posibilidad de jugar en una universidad de primera fila. Cuando parecía que su destino sería jugar en algún Junior College, se fijó en él Judd Heathcote, entrenador de la Universidad de Montana, que años más tarde dirigiría a Magic Johnson en la Universidad Estatal de Míchigan y con los que logró el título de la NCAA.
En el campus de la universidad, con 7000 alumnos, únicamente un 10% eran afroamericanos, lo cual dificultó su integración. En su primer partido estaba tan nervioso que fue expulsado por faltas personales a los pocos minutos de estar en pista, habiendo perdido previamente tres balones. Pero en la segunda temporada se hizo con el puesto de titular, llevando a su equipo a la Fase Final de la NCAA, donde cayeron en las semifinales regionales ante UCLA de John Wooden, que a la postre serían los campeones de 1975.
En los dos años siguientes su aportación al equipo fue creciendo, y tras promediar 19,8 puntos y 8,6 rebotes por partido en su temporada júnior, no se declaró elegible para el draft de la NBA, lo cual fue un acierto, ya que en su último año llegó casi a los 25 puntos por partido, lo que hizo que muchos equipos profesionales se fijaran en él. En el total de su trayectoria universitaria promedió 17,2 puntos y 6,3 rebotes por encuentro.

### Profesional
Fue elegido en la cuarta posición del 1978 por New York Knicks, donde fue etiquetado como el nuevo Walt Frazier. Cabe destacar que, dos puestos más adelante, los Boston Celtics se hicieron con los servicios de Larry Bird. Tras una primera temporada muy dubitativa, en su segundo año logró ser el primer jugador en la historia de la liga en liderar las clasificaciones de asistencias y robos de balón en un mismo año, promediando 10,1 y 3,2 respectivamente. Esa misma temporada fue elegido por primera vez para disputar el All-Star Game, en el que anotó 6 puntos en 13 minutos de juego. Culminó su gran temporada siendo elegido en el mejor quinteto defensivo de la NBA.
Tras dos temporadas más en los Knicks, donde fue creciendo su aportación ofensiva y fue elegido nuevamente en ambos años para disputar el All-Star, anes de comenzar la temporada 1982-83 fue traspasado a Golden State Warriors como parte de la compensación de la contratación de Bernard King como agente libre. Tras jugar únicamente 33 partidos con los Warriors, fue enviado de nuevo a la costa Este, a los New Jersey Nets. Tras superar una grave lesión en una rodilla, en la temporada 1984-85 fue de nuevo líder de robos de balón de la liga, promediando 3 por partido, y convocado por cuarta vez en su carrera para disputar el All-Star Game.
Pero mediada la temporada 1985-86, el comisionado de la liga David Stern le expulsó de por vida de la NBA, tras no superar por tercera vez un control antidopaje, dando positivo por cocaína, siendo el primer jugador de la historia en recibir tan severo castigo. Decidió entonces continuar su carrera en la Liga Italiana, concretamente en el Knorr Bologna, pero allí fue también suspendido tras dar nuevamente positivo por cocaína en un control. El resto de su carrera deportiva siguió jugando en Francia, Italia, y Croacia.
En el total de su trayectoria profesional promedió 14,8 puntos, 7 asistencias y 5,5 rebotes por partido. Lideró en 3 ocasiones la clasificación de mejores recuperadores y en una la de mejor pasador.

## Vida personal
Su tormentosa vida fue contada en un documental para la televisión llamado Whatever Happened to Micheal Ray? (español: ¿Qué le ocurrió a Michael Ray?), narrado por el actor Chris Rock.
Es padre del futbolista Amir Richardson.

## Estadísticas de su carrera en la NBA
|  | Líder de la liga |

### Temporada regular
| Año      | Equipo       | PJ  | PT  | MPP  | %TC  | %3P  | %TL  | RPP | APP  | ROB | TPP | PPP  |
| -------- | ------------ | --- | --- | ---- | ---- | ---- | ---- | --- | ---- | --- | --- | ---- |
| 1978–79  | New York     | 72  |     | 16.9 | .414 |      | .539 | 3.2 | 3.0  | 1.4 | .3  | 6.5  |
| 1979–80  | New York     | 82  |     | 37.3 | .472 | .245 | .660 | 6.6 | 10.1 | 3.2 | .4  | 15.3 |
| 1980–81  | New York     | 79  |     | 40.2 | .469 | .225 | .663 | 6.9 | 7.9  | 2.9 | .4  | 16.4 |
| 1981–82  | New York     | 82  | 79  | 37.1 | .461 | .188 | .700 | 6.9 | 7.0  | 2.6 | .5  | 17.9 |
| 1982–83  | Golden State | 33  | 25  | 32.5 | .412 | .129 | .632 | 4.4 | 7.4  | 3.1 | .3  | 12.5 |
| 1982–83  | New Jersey   | 31  | 26  | 32.3 | .438 | .200 | .671 | 4.8 | 6.0  | 2.6 | .5  | 12.7 |
| 1983–84  | New Jersey   | 48  | 25  | 26.8 | .460 | .241 | .704 | 3.6 | 4.5  | 2.1 | .4  | 12.0 |
| 1984–85  | New Jersey   | 82  | 82  | 38.1 | .469 | .252 | .767 | 5.6 | 8.2  | 3.0 | .3  | 20.1 |
| 1985–86  | New Jersey   | 47  | 39  | 34.1 | .448 | .148 | .788 | 5.3 | 7.2  | 2.7 | .2  | 15.7 |
| Total    | Total        | 556 | 276 | 33.4 | .457 | .220 | .690 | 5.5 | 7.0  | 2.6 | .4  | 14.8 |
| All-Star | All-Star     | 4   | 0   | 17.5 | .469 | .000 | .500 | 2.5 | 2.5  | 2.3 | .0  | 8.0  |

### Playoffs
| Año   | Equipo     | PJ | PT | MPP  | %TC  | %3P  | %TL  | RPP | APP  | ROB | TPP | PPP  |
| ----- | ---------- | -- | -- | ---- | ---- | ---- | ---- | --- | ---- | --- | --- | ---- |
| 1981  | New York   | 2  |    | 43.0 | .242 | .000 | .583 | 9.5 | 5.5  | 3.5 | .0  | 11.5 |
| 1983  | New Jersey | 2  |    | 29.0 | .381 | .000 | .600 | 4.0 | 2.5  | 2.5 | .0  | 9.5  |
| 1984  | New Jersey | 11 |    | 40.3 | .408 | .273 | .732 | 4.9 | 7.2  | 3.1 | .4  | 16.8 |
| 1985  | New Jersey | 3  | 3  | 41.7 | .404 | .000 | .643 | 6.0 | 11.3 | 1.3 | .0  | 18.3 |
| Total | Total      | 18 | 3  | 39.6 | .386 | .207 | .690 | 5.5 | 7.2  | 2.8 | .2  | 15.7 |